# مردم سالاری
مردم‌سالاری یا دِموکراسی (به فرانسوی: Démocratie) حکومتی است که در آن قدرت سیاسی در دست مردم یا جمعیت یک کشور قرار دارد. بر اساس تعریف حداقلی از دموکراسی، حاکمان از طریق انتخابات رقابتی انتخاب می‌شوند، در حالی که تعاریف گسترده‌تر یا حداکثری، دموکراسی را با تضمین آزادی‌های مدنی و حقوق بشر، علاوه بر انتخابات رقابتی، پیوند می‌دهند؛ متضاد دیکتاتوری.

شاخص مردم‌سالاری در سال ۲۰۲۲؛ کشورهای قرمزتر، مردم‌سالاری کمتر، و کشورهای سبزتر، مردم‌سالاری بالاتری دارند.

در یک دموکراسی مستقیم، مردم اختیار مستقیم برای بحث و تصمیم‌گیری دربارهٔ قانون‌گذاری دارند. در یک دموکراسی نیابتی (نمایندگی)، مردم از طریق انتخابات، مسئولان حکومتی را برای انجام این وظیفه انتخاب می‌کنند. تعریف «مردم» و شیوه‌های تقسیم یا واگذاری قدرت میان آن‌ها در طول زمان و در کشورهای مختلف با سرعت‌های متفاوتی تغییر کرده است. ویژگی‌های دموکراسی اغلب شامل موارد زیر است:
- آزادی تجمع
- آزادی انجمن
- مالکیت شخصی
- آزادی دین
- آزادی بیان
- تابعیت
- رضایت حکومت‌شوندگان
- حق رأی
- آزادی از سلب غیرموجه حق زندگی و آزادی توسط دولت
- حقوق اقلیت‌ها

مفهوم دموکراسی در طول زمان به‌طور قابل توجهی تکامل یافته است. در سراسر تاریخ، می‌توان شواهدی از دموکراسی مستقیم یافت؛ شکلی از حکومت که در آن تصمیم‌گیری‌ها از طریق گردهمایی‌های عمومی مردم انجام می‌شده است. امروزه شکل غالب دموکراسی، دموکراسی نمایندگی است؛ جایی که شهروندان با رأی دادن، نمایندگانی را انتخاب می‌کنند تا به‌جای آن‌ها حکومت کنند، مانند دموکراسی پارلمانی یا نظام ریاست‌جمهوری.
در شکل رایج دموکراسی لیبرال، قدرت اکثریت در چارچوب یک دموکراسی نمایندگی اعمال می‌شود، اما یک قانون اساسی و دادگاه عالی، قدرت اکثریت را محدود کرده و از حقوق اقلیت محافظت می‌کنند — معمولاً از طریق تضمین برخورداری همه افراد از برخی حقوق فردی، مانند آزادی بیان یا آزادی انجمن.
این واژه برای نخستین بار در قرن پنجم پیش از میلاد در دولت‌شهرهای یونان، به‌ویژه آتن باستان، ظاهر شد و به معنای «حکومت مردم» به کار رفت؛ در تقابل با واژه آریستوکراسی (ἀριστοκρατία، aristokratía) که به معنای «حکومت نخبگان» بود. تقریباً در تمام حکومت‌های دموکراتیک در طول تاریخ باستان و مدرن، شهروندی دموکراتیک در ابتدا محدود به طبقه‌ای ممتاز بود و بعدها به همه بزرگسالان گسترش یافت. در بیشتر دموکراسی‌های مدرن، این گسترش از طریق جنبش‌های حق رأی در قرن نوزدهم و بیستم محقق شد.
دموکراسی در تضاد با اشکالی از حکومت است که در آن قدرت در دست عموم مردم یک کشور نیست، مانند نظام‌های اقتدارگرا. دموکراسی در طول تاریخ، شکلی نادر و آسیب‌پذیر از حکومت به‌شمار می‌رفته است، اما از قرن نوزدهم به بعد، به‌ویژه با موج‌های مختلف دموکراتیزه شدن، رواج بیشتری یافته است. در دنیای مدرن، دموکراسی از مشروعیت قابل توجهی برخوردار است؛ چرا که افکار عمومی در مناطق مختلف جهان به‌طور گسترده‌ای از نظام‌های دموکراتیک در مقایسه با گزینه‌های دیگر حمایت می‌کند. حتی دولت‌های اقتدارگرا نیز تلاش می‌کنند خود را به‌عنوان دموکراتیک معرفی کنند. با این حال، بر اساس شاخص‌های دموکراسی V-Dem و شاخص دموکراسی اکونومیست، تا سال ۲۰۲۲، کمتر از نیمی از جمعیت جهان در کشورهای دموکراتیک زندگی می‌کنند.
انواع مختلفی از دموکراسی وجود دارند و جامعه بین‌الملل نیز شاهد درصد و شاخص مردم‌سالاری است. میان انواع گوناگون دموکراسی موجود، تفاوت‌های بنیادین هستند. بعضی از آن‌ها نمایندگی و قدرت بیشتری در اختیار شهروندان می‌گذارند. در هر صورت اگر در یک دموکراسی، قانون‌گذاری دقیق برای جلوگیری از تقسیم نامتعادل قدرت جامعه سیاسی (برای مثال تفکیک قوا) صورت نگیرد، یک شاخهٔ نظام حاکم ممکن است بتواند قدرت و امکانات زیادی را در اختیار گرفته و به آن نظام دموکراتیک لطمه وارد کنند.
از «حکومت عدد» به عنوان خاصیت اصلی و متمایزکننده دموکراسی نام می‌برند. در صورت نبود حاکمیت مسئولیت‌پذیر، ممکن است که حقوق اقلیت‌های جامعه مورد سوء استفاده قرار گیرد، (که در آن صورت به آن استبداد اکثریت می‌گویند.) 
رقابت‌های انتخاباتی عادلانه از اصلی‌ترین روندهای موجود در دموکراسی‌هاست. در دموکراسی نظمِ قوانین حاکم است، درحالی‌که در حکومت‌های استبدادی نظم را به‌زور اسلحه و با اعمال قهرآمیز ایجاد می‌کنند. در این هردو نوع حکومت نظم هست، منتها در یکی از راه احترام به قوانین از سوی شهروندان، و در دیگری از راه ترساندن شهروندان از قدرت دولت.

## ویژگی ها
با اینکه دموکراسی عموماً با رأی‌گیری تعریف می‌شود، اما اجماعی بر سر یک تعریف دقیق از دموکراسی وجود ندارد. کارل پوپر می‌گوید دیدگاه "کلاسیک" درباره دموکراسی، به طور خلاصه، این است که دموکراسی حکومت مردم است و مردم حق دارند حکومت کنند. یک پژوهش ۲٬۲۳۴ صفت مختلف را که در زبان انگلیسی برای توصیف دموکراسی به‌کار رفته‌اند، شناسایی کرده است.
اصول دموکراسی یعنی این‌که همه مردمِ واجد شرایط، در برابر قانون برابرند و همه به یک اندازه حق دارند در قانون‌گذاری و تصمیم‌گیری‌های کشور نقش داشته باشند.  برای مثال، در یک دموکراسی نمایندگی، هر رأی (در تئوری) وزن برابری دارد و آزادی شهروندان واجد شرایط از طریق حقوق و آزادی‌های قانونی که معمولاً در قانون اساسی تضمین شده‌اند، حفظ می‌شود. در نوع دیگری از دموکراسی به نام «دموکراسی مستقیم»، مردم خودشان مستقیماً درباره مسائل مختلف رأی می‌دهند و تصمیم می‌گیرند. بر اساس تعریف سازمان ملل متحد، دموکراسی «فضایی فراهم می‌کند که در آن حقوق بشر و آزادی‌های اساسی محترم شمرده می‌شوند و اراده آزادانه مردم به‌طور عملی اجرا می‌شود.»
یک نظریه می‌گوید که دموکراسی بر سه اصل اساسی استوار است:
1. کنترل از پایین به بالا (یعنی قدرت و حاکمیت از پایین‌ترین سطح جامعه شروع می‌شود)
2. برابری سیاسی (همه افراد از نظر سیاسی برابر هستند)
3. هنجارهای اجتماعی که باعث می‌شوند افراد و نهادها فقط رفتارهایی را بپذیرند که با دو اصل اول هماهنگ باشد.[۲۹]

همچنین بسیاری از کارشناسان، برابری در برابر قانون، آزادی‌های سیاسی و حاکمیت قانون را از ویژگی‌های مهم و اساسی یک دموکراسی سالم و کارآمد می‌دانند.
در برخی کشورها، به‌ویژه در بریتانیا (که نظام وست‌مینستر از آنجا آغاز شده)، اصل غالب حاکمیت پارلمان است، در حالی‌ که استقلال دستگاه قضایی نیز حفظ می‌شود. در هند، حاکمیت پارلمان تابع قانون اساسی هند است که شامل نظارت قضایی نیز می‌شود. گرچه واژه «دموکراسی» معمولاً در زمینه حکومت‌های سیاسی به کار می‌رود، اما اصول آن می‌توانند در سازمان‌های خصوصی مانند باشگاه‌ها، انجمن‌ها و شرکت‌ها نیز کاربرد داشته باشند.
دموکراسی‌ها ممکن است از روش‌های مختلفی برای تصمیم‌گیری استفاده کنند، اما حکومت اکثریت (majority rule) رایج‌ترین روش است. با این حال، اگر برای اقلیت‌های سیاسی حمایت‌های قانونی وجود نداشته باشد، ممکن است اکثریت باعث ظلم به اقلیت شود که به آن «استبداد اکثریت» گفته می‌شود. حکومت اکثریت معمولاً رقابتی است و برخلاف دموکراسی توافقی (اجماعی) عمل می‌کند. به همین دلیل، لازم است که انتخابات و گفت‌وگوهای سیاسی هم از نظر محتوا و هم از نظر روش، منصفانه و عادلانه باشند. در برخی کشورها، آزادی بیان، آزادی رسانه و آزادی ابراز عقیده سیاسی بسیار مهم شمرده می‌شوند، تا مردم بتوانند با آگاهی کامل و بر اساس منافع و باورهای خود رأی بدهند.
همچنین گفته شده که یکی از ویژگی‌های اساسی دموکراسی این است که همه رأی‌دهندگان بتوانند به صورت آزاد و کامل در زندگی جامعه خود مشارکت داشته باشند. با توجه به تأکید دموکراسی بر قرارداد اجتماعی و اراده جمعی رای دهندگان، می‌توان آن را نوعی جمع‌گرایی سیاسی نیز دانست؛ چراکه دموکراسی نوعی حکومت است که در آن همه شهروندان واجد شرایط، به‌طور برابر در قانون‌گذاری نقش دارند.
جمهوری‌ها، اگرچه اغلب با دموکراسی هم‌معنا پنداشته می‌شوند چون هر دو بر حکومت با رضایت مردم تأکید دارند، اما لزوماً دموکراتیک نیستند؛ چرا که جمهوری‌خواهی (ریپابلیکانیزم) مشخص نمی‌کند مردم چگونه باید حکومت کنند. در معنای کلاسیک، واژه «جمهوری» هم شامل دموکراسی‌ها می‌شده و هم آریستوکراسی‌ها (حکومت نخبگان). اما در معنای امروزی، جمهوری یعنی حکومتی بدون پادشاه. بنابراین، یک کشور دموکراتیک می‌تواند جمهوری باشد (مثل فرانسه یا هند) یا سلطنت مشروطه (مثل بریتانیا) که در آن پادشاه یا ملکه نقش نمادین دارد و قدرت واقعی در اختیار مردم و نمایندگان منتخب است.

## تاریخچه

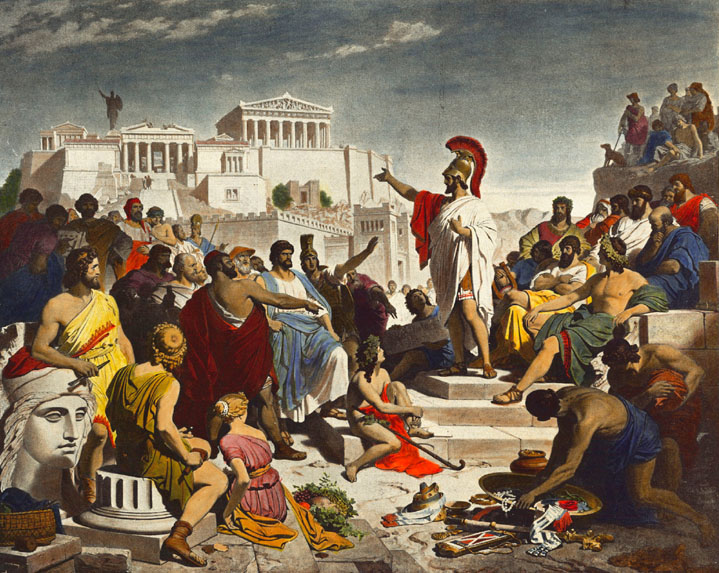
نقاشی اثر فیلیپ فولتز، هنرمند آلمانی قرن نوزدهم، پریکلس در حال ایراد خطابه‌ی تدفینی معروف او در برابر مجمع شهروندان آتنی.

مجالس دموکراتیک قدمتی به اندازه تاریخ بشر دارند و در طول تاریخ در جوامع مختلف دیده شده‌اند، اما تا قرن نوزدهم، بیشتر چهره‌های سیاسی مهم با دموکراسی مخالف بودند. نظریه‌پردازان جمهوری‌خواه دموکراسی را مناسب جوامع کوچک می‌دانستند. آن‌ها معتقد بودند هر چه اندازه یک واحد سیاسی بزرگ‌تر شود، احتمال اینکه حکومت به استبداد کشیده شود بیشتر است. در عین حال، واحدهای سیاسی کوچک هم در برابر تهاجم خارجی آسیب‌پذیر بودند. فیلسوف سیاسی «منتسکیو» گفته بود: «اگر یک جمهوری کوچک باشد، توسط نیروهای خارجی نابود می‌شود؛ اگر بزرگ باشد، از درون به دلیل نقص‌های داخلی سقوط می‌کند.» دانشمند علوم سیاسی از دانشگاه جان هاپکینز، «دنیل دیودنی» می‌گوید ایالات متحده آمریکا با ایجاد حکومتی بزرگ همراه با نظام کنترل و تعادل (checks and balances)، راه‌حلی برای این دو مشکل (اندازه کوچک و بزرگ) ارائه کرد. در عین حال، اشکال مختلفی از دموکراسی به‌طور طبیعی در جوامع مختلف جهان شکل گرفته‌اند، حتی در میان جوامعی که هیچ‌گونه ارتباطی با یکدیگر نداشته‌اند.

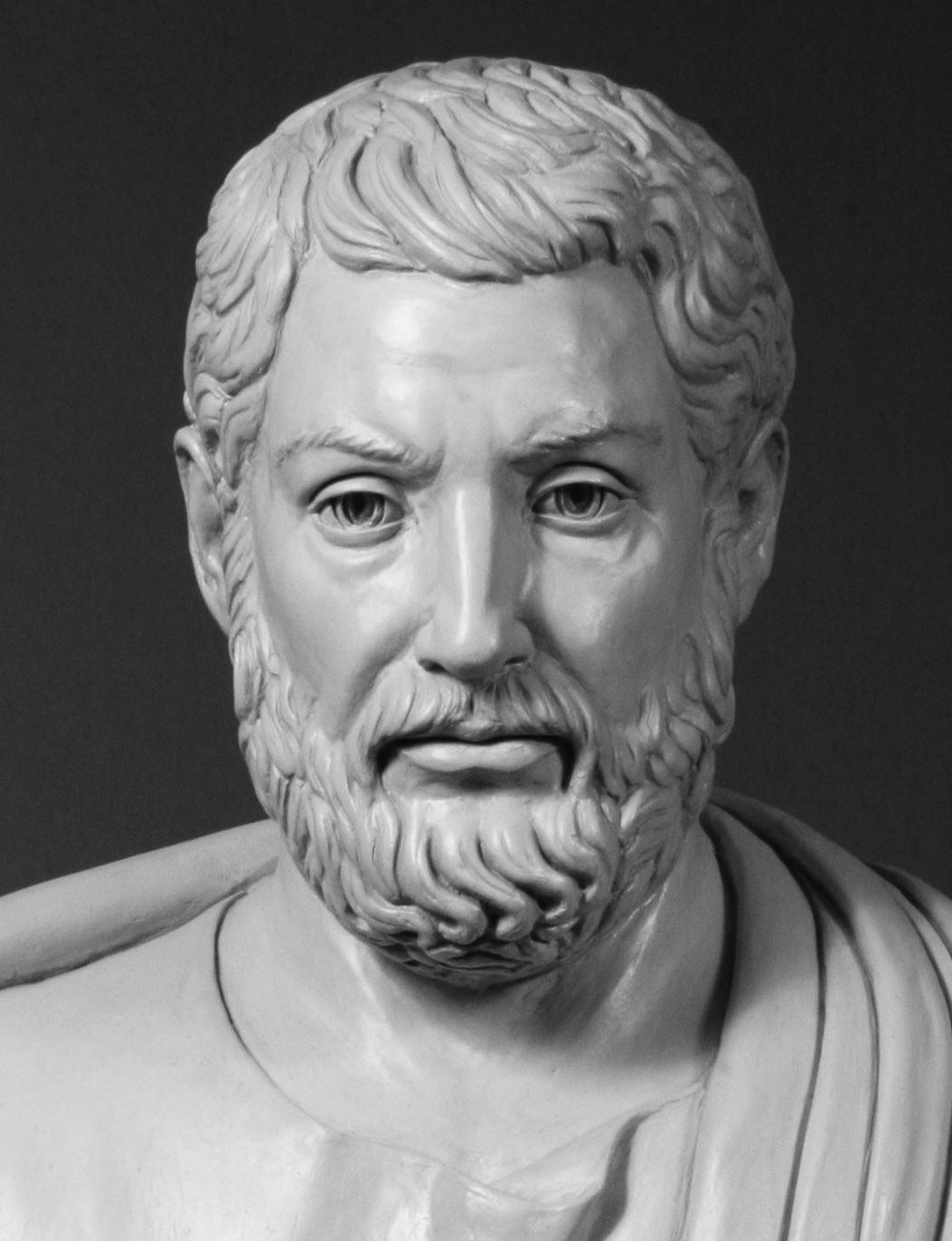
کلئیستنس، پدر دموکراسی آتنی

### ریشه‌شناسی

#### یونان و روم
همچنین ببینید: دموکراسی آتنی
واژه دموکراسی نخستین‌بار در اندیشه سیاسی و فلسفی یونان باستان و به‌ویژه در شهر-دولت آتن در اروپای دوران باستان به کار رفت. این واژه از دو بخش یونانی تشکیل شده است:
- dêmos به معنی «مردم (عادی)»
- krátos به معنی «قدرت» یا «نیرو»

بنابراین، «دموکراسی» به‌معنای «حکومت مردم» یا «قدرت در دست مردم» است. در سال‌های ۵۰۸–۵۰۷ پیش از میلاد، با اصلاحات سیاسی کلیستنِس (Cleisthenes)، نوعی جدید از نظام حکومتی در آتن پایه‌گذاری شد که امروزه به عنوان اولین نمونه دموکراسی شناخته می‌شود. کلیستنس به همین دلیل به عنوان «پدر دموکراسی آتنی» شناخته می‌شود. نخستین استفاده مستند از واژه «دموکراسی» در آثار نثری دهه ۴۳۰ پیش از میلاد دیده می‌شود، مانند کتاب «تاریخ‌ها» اثر هرودوت. با این حال، نشانه‌هایی وجود دارد که واژه «دموکراسی» از چند دهه قبل رایج بوده است؛ مثلاً دو شهروند آتنی که در دهه ۴۷۰ پیش از میلاد به دنیا آمده بودند، نامشان دموکراتِس (Democrates) بود—که نشان از محبوبیت این اصطلاح سیاسی تازه در آن دوران دارد. نمایشنامه‌نویس معروف، آشیل (Aeschylus)، نیز در نمایشنامه التماس‌کنندگان (The Suppliants) که در حدود سال ۴۶۳ پیش از میلاد اجرا شد، به روشنی به مفهوم دموکراسی اشاره کرده و از «دست فرمانروای مردم» (demou kratousa cheir) سخن می‌گوید. پیش از آن، واژه‌ای که برای توصیف نظام سیاسی جدید آتن به کار می‌رفت، احتمالاً ایسونومیا (isonomia) بود، که به معنی برابری سیاسی است. دموکراسی در آتن به شکل دموکراسی مستقیم اجرا می‌شد و دو ویژگی اصلی داشت:
- انتخاب تصادفی (قرعه‌کشی) شهروندان عادی برای پر کردن مناصب اداری و قضایی (که تعدادشان محدود بود)[۵۷]
- وجود مجمع قانون‌گذاری (اکلسیا) که از تمام شهروندان آتنی تشکیل می‌شد.[۵۸]

در این مجمع، همه شهروندان واجد شرایط، حق داشتند سخنرانی کنند و رأی بدهند، و همین مجمع بود که قوانین شهر-دولت را تعیین می‌کرد. اما شرایط شهروندی در آتن محدودکننده بود و زنان، بردگان، بیگانگان مقیم (μέτοικοι / متویکوی) و جوانانی که به سن خدمت نظامی نرسیده بودند، واجد شرایط نبودند. در نتیجه، فقط حدود ۱ نفر از هر ۴ ساکن آتن، شهروند محسوب می‌شد. نکته جالب این است که مالکیت زمین شرط شهروندی نبود، برخلاف بسیاری از جوامع دیگر در دوران باستان. محدود شدن حق شهروندی به مردان بالغ آزاد، ارتباط نزدیکی با برداشت آن زمان از شهروندی داشت، زیرا در بیشتر جوامع باستان، حقوق شهروندی با تعهد به جنگیدن در ارتش گره خورده بود.
دموکراسی آتنی نه‌تنها مستقیم بود (از این نظر که تصمیم‌ها مستقیماً توسط مردم در مجمع عمومی گرفته می‌شد)، بلکه از این نظر هم مستقیم‌ترین شکل دموکراسی بود که مردم از طریق مجمع، شورای ۵۰۰ نفره (بولِه) و دادگاه‌ها، تمام فرایند سیاسی را در دست داشتند. بخش بزرگی از شهروندان به‌طور دائم در امور عمومی و حکومتی مشارکت فعال داشتند. با اینکه در آتن مفهومی به‌نام حقوق فردی به سبک مدرن وجود نداشت (یونانیان باستان حتی واژه‌ای معادل «حقوق» نداشتند)، شهروندان آتنی از آزادی‌هایی برخوردار بودند — اما نه از راه مخالفت با حکومت، بلکه به این دلیل که در شهری زندگی می‌کردند که تحت سلطه هیچ قدرت خارجی نبود و خودشان هم تابع یا برده شخص یا حکومت دیگری محسوب نمی‌شدند. در واقع، آزادی در آتن به معنای مشارکت فعال در خودحکومتی بود، نه داشتن حقوق فردی تضمین‌شده به‌مانند دموکراسی‌های مدرن.
در اسپارت، نوعی رأی‌گیری به نام رأی‌گیری امتیازی (دامنه‌ای یا range voting) از حدود ۷۰۰ پیش از میلاد وجود داشت. در اسپارت، مجمع عمومی شهروندان (اکلسیا) ماهی یک‌بار برگزار می‌شد و تمام مردان بالای ۲۰ سال می‌توانستند در آن شرکت کنند. در این مجمع، شهروندان رهبران را انتخاب می‌کردند و با رأی‌گیری صوتی (با فریاد زدن) نظر خود را اعلام می‌کردند. رأی‌گیری این‌گونه انجام می‌شد که هر گروه با صدای بلند حمایت خود را از نامزد مورد نظر فریاد می‌زد و تصمیم نهایی بر اساس شدت صدای جمعیت گرفته می‌شد. ارسطو این روش را «کودکانه» توصیف کرد و آن را با روش آتنی‌ها که از رأی‌گیری با سنگ‌ریزه (به عنوان رأی مخفی) استفاده می‌کردند، مقایسه نمود. با این حال، اسپارتی‌ها این روش را به دلیل سادگی آن انتخاب کردند و معتقد بودند که این کار از تبعیض، خرید رأی، یا تقلب که در انتخابات اولیه دموکراتیک رایج بود، جلوگیری می‌کند.

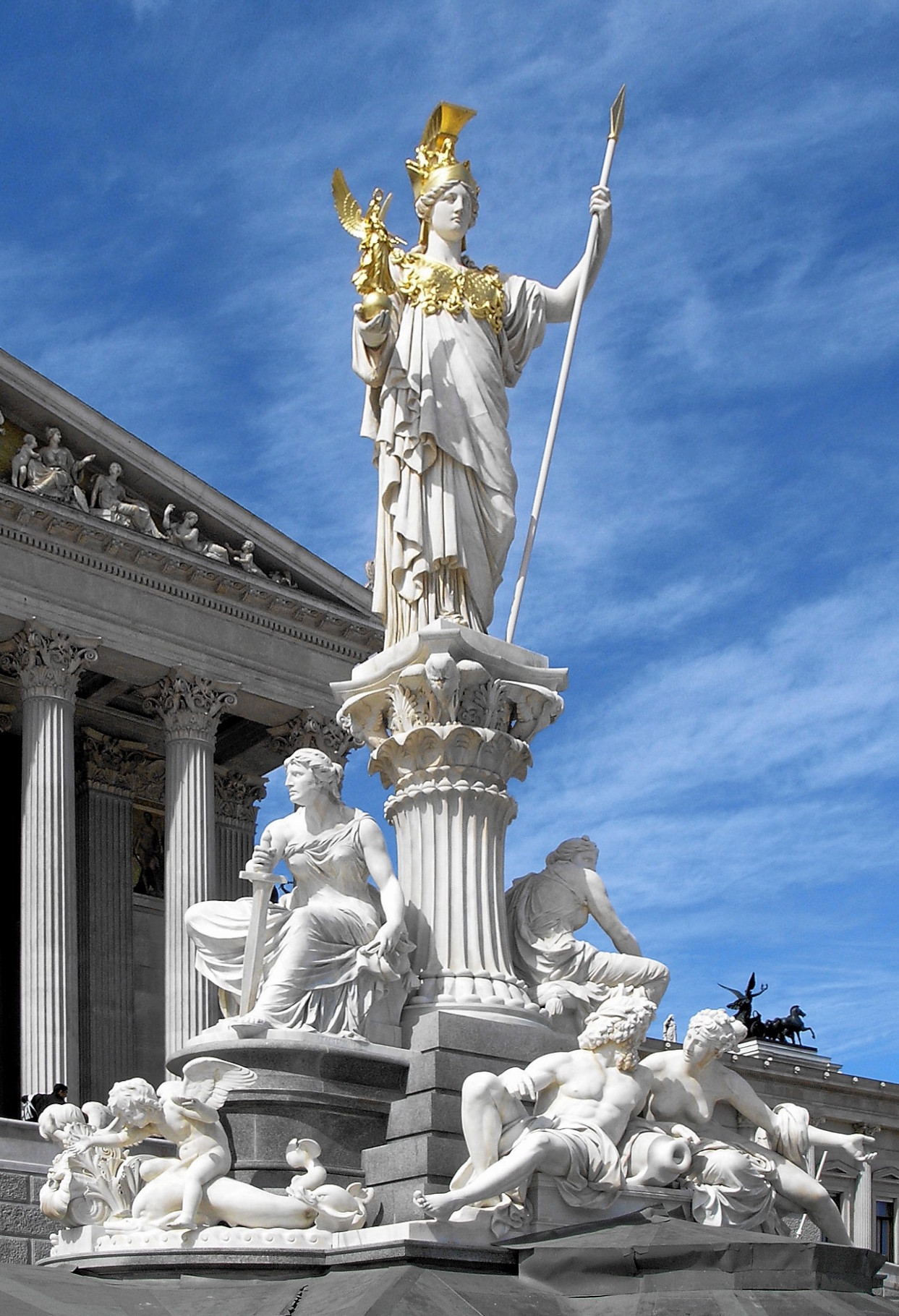
تندیس آتنا، الهه نگهبان شهر آتن، در برابر ساختمان پارلمان اتریش. از اواخر قرن هجدهم، آتنا به‌طور گسترده به عنوان نمادی جهانی از آزادی و دموکراسی مورد استفاده قرار گرفته است.

اگرچه جمهوری روم نقش مهمی در شکل‌گیری بسیاری از مفاهیم سیاسی دموکراتیک داشت، اما تنها اقلیتی از مردم روم شهروندانی بودند که حق رأی در انتخابات نمایندگان را داشتند. در این نظام، رأی افراد قدرتمند وزن بیشتری داشت، چون از سیستم رأی‌گیری وزنی استفاده می‌شد. در نتیجه، بیشتر مقامات بلندپایه—از جمله اعضای سنا—از میان چند خانواده ثروتمند و اشرافی انتخاب می‌شدند. سرنگونی پادشاهی روم و ایجاد جمهوری در قرن ششم پیش از میلاد، اولین نمونه شناخته‌شده در غرب از حکومتی بود که عمداً با هدف جمهوری بودن شکل گرفت، هرچند این جمهوری، از نظر دموکراسی مردمی بسیار محدود بود. با این حال، مدل حکومتی روم در طول قرون بعدی بر اندیشه‌های سیاسی بسیاری از متفکران تأثیر گذاشت.

#### هند باستان
شهر وایشالی، پایتخت اتحادیه واججیکا (یا مهاجنپدها وریجی) در هند، یکی از نخستین نمونه‌های شناخته‌شده جمهوری در جهان به شمار می‌رود. این نظام سیاسی در حدود قرن ششم پیش از میلاد شکل گرفت.

#### قاره آمریکا
فرهنگ‌های بومی قاره آمریکا نیز پیش از تماس با اروپایی‌ها، اشکالی از جامعه دموکراتیک را توسعه داده بودند. از جمله آن‌ها، کنفدراسیون ایرُکوا (Iroquois Confederacy) بود که بین سال‌های ۱۴۵۰ تا ۱۶۶۰ (و برخی منابع می‌گویند حتی در سال ۱۱۴۲ میلادی) شکل گرفته بود. این دموکراسی هنوز هم ادامه دارد و بسیاری آن را قدیمی‌ترین دموکراسی نمایندگی فعال جهان می‌دانند.

#### آفریقا
مقاله اصلی: گادا (Gadaa)

#### قرون وسطی
در دوران قرون وسطی، بیشتر مناطق اروپا تحت سلطه روحانیون کلیسا یا اشراف فئودال بودند. با این حال، در بخش‌هایی از اروپا و دیگر مناطق، شکل‌هایی از مجالس مشورتی یا انتخاباتی وجود داشت—هرچند معمولاً فقط بخش کوچکی از جمعیت در آن‌ها شرکت داشتند. در اسکاندیناوی، نهادهایی به نام "تینگ" (Thing) وجود داشتند که از مردان آزاد تشکیل می‌شدند و توسط سخنگوی قانون (lawspeaker) اداره می‌شدند. این مجالس مسئول رسیدگی به مسائل سیاسی و قانونی بودند و نمونه‌های معروف آن ها شامل آل‌تینگ (Althing) در ایسلند و لوگ‌تینگ (Løgting) در جزایر فارو است. در اروپای شرقی، نهادی مشابه به نام وچه (Veche) وجود داشت که عملکردی مشابه "تینگ" داشت. از سال ۱۰۵۹ میلادی، در کلیسای کاتولیک رومی، پاپ از طریق کنکلُاو (جلسه انتخاب پاپ) که از کاردینال‌ها تشکیل می‌شود، انتخاب می‌گردد—شکلی از رأی‌گیری در نهاد دینی. نخستین پارلمان مستند در اروپا کورتس لئون (Cortes of León) در اسپانیا است که در سال ۱۱۸۸ توسط آلفونسوی نهم تأسیس شد. این مجلس در زمینه‌های مالیات، امور خارجی و قانون‌گذاری اختیار داشت—گرچه نقش دقیق آن هنوز مورد بحث است.  جمهوری راگوزا که در سال ۱۳۵۸ تأسیس شد و در اطراف شهر دوبروونیک متمرکز بود، تنها به اشراف‌زادگان مرد حق نمایندگی و رأی‌دادن می‌داد. دولت‌شهرها و حکومت‌های مختلف ایتالیایی نیز شکل‌هایی از حکومت جمهوری داشتند. برای نمونه، جمهوری فلورانس که در سال ۱۱۱۵ بنیان‌گذاری شد، توسط نهادی به نام «سیگنوریا» اداره می‌شد که اعضای آن از طریق قرعه‌کشی انتخاب می‌شدند. در فریزیای (Frisia) قرون دهم تا پانزدهم، که جامعه‌ای به‌طور مشخص غیر فئودالی بود، حق رأی در امور محلی و انتخاب مقامات ناحیه‌ای بر اساس اندازه زمین افراد تعیین می‌شد. منشور «کوروکان فوگا» امپراتوری مالی را به دودمان‌های حاکم تقسیم می‌کرد که در مجمع بزرگی به نام «گبارا» نماینده داشتند. با این حال، این منشور، امپراتوری مالی را بیشتر شبیه به یک سلطنت مشروطه کرده بود تا یک جمهوری دموکراتیک.  

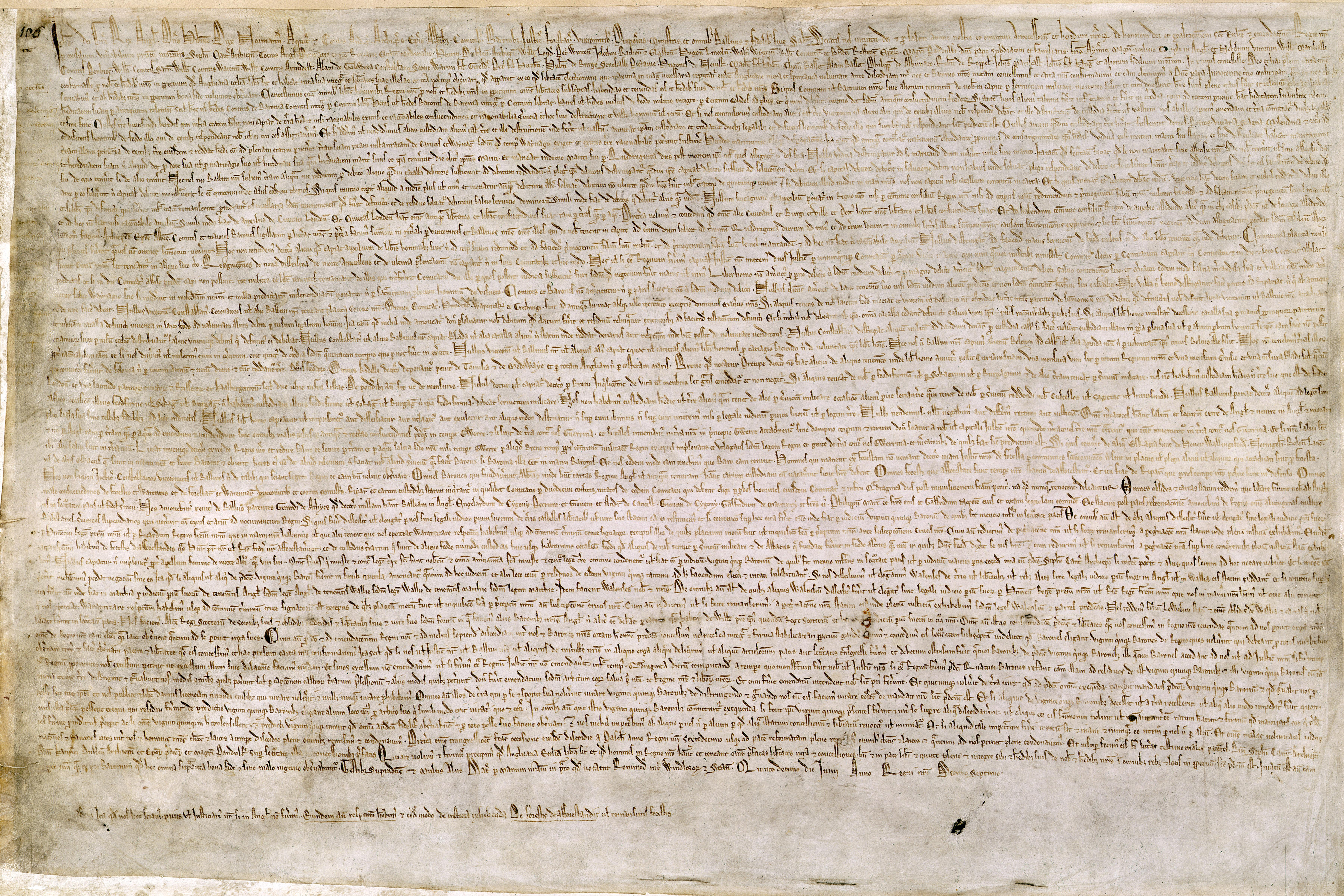
منشور کبیر در سال ۱۲۱۵ میلادی. به امضای جان انگلستان رسید و پایه نخستین دموکراسی مدرن بود.

پارلمان انگلستان ریشه در محدودیت‌هایی داشت که در منشور کبیر (مگنا کارتا) در سال ۱۲۱۵ بر قدرت پادشاهان اعمال شد. این منشور به‌طور صریح از برخی حقوق اتباع پادشاه حمایت می‌کرد و به‌طور ضمنی زمینه‌ساز شکل‌گیری حق «حبس بدنی» (habeas corpus) در انگلستان شد؛ قانونی که از آزادی فردی در برابر زندانی شدن غیرقانونی محافظت کرده و حق اعتراض به بازداشت را تضمین می‌کرد. نخستین مجلس ملی نمایندگان در انگلستان، پارلمان سیمون دو مونتفورت در سال ۱۲۶۵ بود. ظهور روند ارائه دادخواست‌ها، از نخستین شواهد استفاده از پارلمان به‌عنوان بستری برای بیان نارضایتی‌های عمومی مردم عادی به‌شمار می‌رود. با این حال، قدرت تشکیل پارلمان همچنان در اختیار و صلاحدید پادشاه باقی مانده بود.
مطالعات، ظهور نهادهای پارلمانی در اروپا در دوران قرون وسطی را با تمرکز جمعیت شهری و شکل‌گیری طبقات جدیدی مانند صنعتگران مرتبط دانسته‌اند، همچنین حضور اشراف و نخبگان مذهبی نیز در این روند مؤثر بوده است. پژوهشگران همچنین پیدایش حکومت‌های نمایندگی را به پراکندگی سیاسی نسبی اروپا نسبت داده‌اند. دانشمند علوم سیاسی، دیوید استسویج، پراکندگی سیاسی اروپا و دموکراتیزه شدن تدریجی آن را به نحوه فروپاشی امپراتوری روم مرتبط می‌داند: سرزمین‌های رومی توسط گروه‌های کوچک و پراکنده قبایل ژرمنی فتح شدند و این امر به ایجاد واحدهای سیاسی کوچک‌تری انجامید که در آن‌ها حاکمان نسبتاً ضعیف بودند و برای مقابله با تهدیدهای خارجی نیازمند رضایت مردمان تحت حکومت خود بودند.
در لهستان، دموکراسی اشرافی (Golden Liberty) با افزایش فعالیت اشراف میانی مشخص می‌شد؛ اشرافی که می‌خواستند سهم بیشتری در اعمال قدرت به دست آورند، حتی به قیمت کاهش نفوذ بزرگان (مگناتها). مگناتها مهم‌ترین مناصب حکومتی (دینی و غیر‌دینی) را در اختیار داشتند و در شورای سلطنتی ــ که بعدها به سنا تبدیل شد ــ حضور می‌یافتند. اهمیت فزاینده اشراف میانی بر شکل‌گیری نهاد «سیمیک» (مجمع محلی) تأثیر گذاشت؛ نهادی که به تدریج حقوق بیشتری به دست آورد. در قرن پانزدهم و نیمه اول قرن شانزدهم، سیمیک‌ها قدرت بیشتری یافتند و به مهم‌ترین نهادهای قدرت محلی تبدیل شدند. در سال ۱۴۵۴، کازیمیر چهارم یاگیلون در «فرمان‌نامه‌های نیه‌شاوا» (Nieszawa Statutes) حق تصمیم‌گیری درباره مالیات‌ها و بسیج عمومی را به سیمیک‌ها واگذار کرد. او همچنین تعهد داد که بدون رضایت آن‌ها، قانون جدیدی وضع نکند.

#### دوران مدرن

##### دوره آغازین مدرن
در انگلستان قرن هفدهم، توجه تازه‌ای به منشور کبیر (مگنا کارتا) جلب شد. پارلمان انگلستان در سال ۱۶۲۸ «دادخواست حقوق» (Petition of Right) را تصویب کرد که برخی آزادی‌ها را برای شهروندان تضمین می‌کرد. جنگ داخلی انگلستان (۱۶۴۲–۱۶۵۱) میان پادشاه و پارلمانی الیگارشیک اما منتخب رخ داد. در همین دوران، ایده حزب سیاسی شکل گرفت و گروه‌هایی در مناظرات پاتنی در سال ۱۶۴۷ درباره حق نمایندگی سیاسی به بحث پرداختند. پس از آن، دوران حکومت محافظه‌کار (The Protectorate) (۱۶۵۳–۱۶۵۹) و بازگشت سلطنت انگلستان در سال ۱۶۶۰ نوعی حاکمیت خودکامه‌تر را بازگرداند، هرچند پارلمان در سال ۱۶۷۹ «قانون حبس بدنی» (Habeas Corpus Act 1679) را تصویب کرد که سنت منع بازداشت بدون دلیل یا مدرک کافی را تقویت نمود.
پس از انقلاب شکوهمند ۱۶۸۸، منشور حقوق ۱۶۸۹ تصویب شد که برخی حقوق و آزادی‌ها را به‌طور قانونی تثبیت کرد و همچنان معتبر است. این منشور برگزاری انتخابات منظم، آزادی بیان در پارلمان، و محدود کردن قدرت پادشاه را الزامی کرد و تضمین نمود که برخلاف بیشتر نقاط اروپا در آن زمان، حکومت مطلقه سلطنتی در انگلستان شکل نگیرد. تاریخ‌نگاران اقتصادی، داگلاس نورث و بری وینگست، نهادهای ایجادشده پس از انقلاب شکوهمند را موفقیتی چشمگیر در مهار قدرت دولت و تضمین حقوق مالکیت توصیف کرده‌اند.

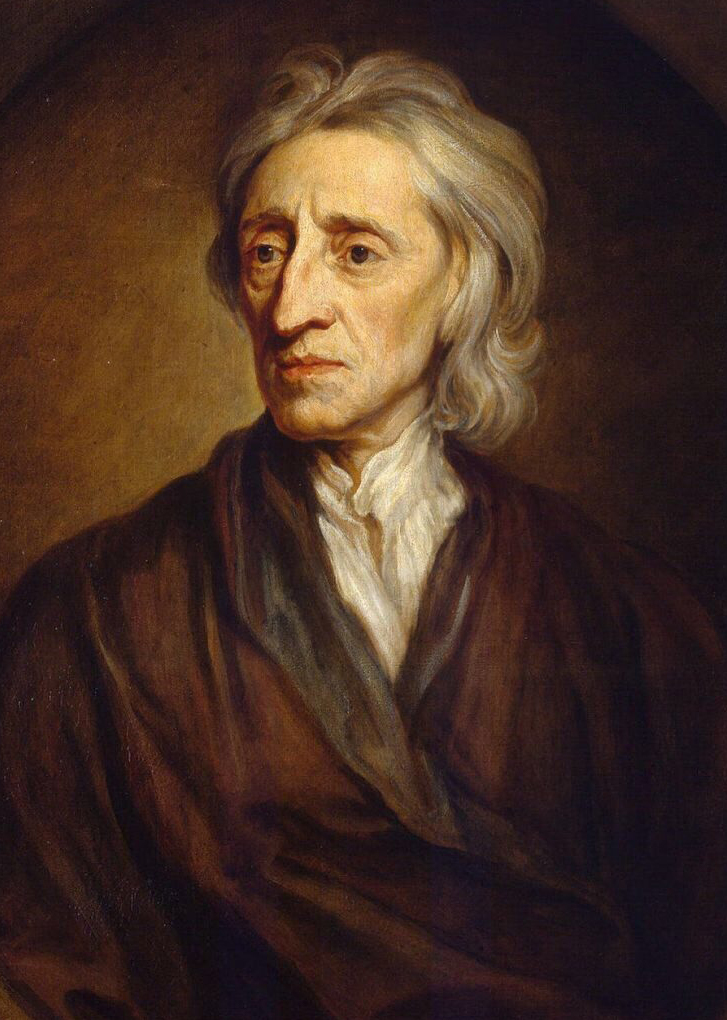
جان لاک نظریه قرارداد اجتماعی توماس هابز را گسترش داد و مفاهیمی چون حقوق طبیعی، حق مالکیت خصوصی، و اصل رضایت مردم از حکومت را توسعه داد. اندیشه‌های او امروزه پایه‌های ایدئولوژیک دموکراسی‌های لیبرال را شکل می‌دهند.

علاقه‌ی تازه به منشور کبیر، جنگ داخلی انگلستان و انقلاب شکوهمند در قرن هفدهم، زمینه‌ساز رشد فلسفه سیاسی در جزایر بریتانیا شد. توماس هابز نخستین فیلسوفی بود که نظریه‌ای دقیق از قرارداد اجتماعی را مطرح کرد. او در کتاب «لویاتان» (۱۶۵۱) نظریه‌پردازی کرد که انسان‌ها در وضعیت طبیعی، زندگی‌هایی «تنها، فقیر، زننده، خشن و کوتاه» دارند و در حال جنگ همگان با همگان هستند. به باور هابز، برای جلوگیری از این وضعیت آنارشی، انسان‌ها باید حقوق خود را به قدرتی مقتدر و اقتدارگرا واگذار کنند. به بیان دیگر، هابز طرفدار سلطنت مطلقه بود که از دید او بهترین شکل حکومت به‌شمار می‌رفت.
مدتی بعد، فیلسوف و پزشک، جان لاک، تفسیر متفاوتی از نظریه قرارداد اجتماعی ارائه داد. او در کتاب «دو رساله درباره حکومت» (۱۶۸۹) نوشت که همه انسان‌ها دارای حقوقی طبیعی و غیرقابل سلب هستند؛ از جمله حق زندگی، آزادی و مالکیت. از نگاه لاک، انسان‌ها داوطلبانه گرد هم می‌آیند تا دولتی تشکیل دهند که وظیفه‌اش دفاع از این حقوق باشد. لاک به‌ویژه بر حق مالکیت تأکید داشت و آن را هدف اصلی دولت می‌دانست. او همچنین باور داشت که مشروعیت دولت تنها زمانی برقرار است که با رضایت مردم همراه باشد. به باور لاک، مردم حق انقلاب دارند علیه دولتی که به منافع آنان آسیب می‌زند یا به حکومتی استبدادی تبدیل می‌شود. هرچند آثار لاک در زمان زندگی‌اش چندان مورد توجه قرار نگرفتند، اما امروزه از آن‌ها به‌عنوان اسناد بنیادین اندیشه لیبرال یاد می‌شود. این آثار تأثیری عمیق بر رهبران انقلاب آمریکا و بعدها انقلاب فرانسه گذاشتند. چارچوب لیبرال دموکراتیکی که لاک ترسیم کرد، همچنان رایج‌ترین شکل دموکراسی در جهان به‌شمار می‌رود.
در جمهوری‌های قزاقی اوکراین در قرون شانزدهم و هفدهم، از جمله دولت قزاقی هتمانات (Cossack Hetmanate) و منطقه زاپوریژیان سیچ (Zaporozhian Sich)، بالاترین مقام یعنی «هتمان» توسط نمایندگانی از نواحی مختلف کشور انتخاب می‌شد.
در آمریکای شمالی، حکومت نمایندگی برای نخستین‌بار در جیمزتاونِ ویرجینیا با برگزاری انتخابات «مجلس برگِس‌ها» (پیش‌درآمد مجمع عمومی ویرجینیا) (House of Burgesses) در سال ۱۶۱۹ آغاز شد. پیوریتن‌های انگلیسی که از سال ۱۶۲۰ مهاجرت کردند، مستعمراتی در نیوانگلند بنیان نهادند که اداره محلی آن‌ها به‌شکلی دموکراتیک صورت می‌گرفت. هرچند قدرت واقعی این مجامع محلی در طول دوران استعمار به‌شدت متغیر بود، اما از نظر رسمی تنها اختیارات محدودی داشتند، چرا که قدرت نهایی در دست تاج‌وتخت و پارلمان بریتانیا بود. پیوریتن‌ها (پدران زائر)، باپتیست‌ها و کوئیکرهایی که این مستعمرات را بنیان نهادند، ساختار دموکراتیک جماعت‌های مذهبی خود را به اداره دنیوی جوامع‌شان نیز تعمیم دادند.

##### قرن‌های هجدهم و نوزدهم
نخستین پارلمان بریتانیای کبیر در سال ۱۷۰۷ پس از اتحاد پادشاهی انگلستان و پادشاهی اسکاتلند بر اساس قوانین اتحاد (Acts of Union) تشکیل شد. دو سند کلیدی از قانون اساسی نانوشته بریتانیا، یعنی «اعلامیه حقوق» انگلستان (۱۶۸۹) ـ که در منشور حقوق همان سال نیز بازنویسی شد ـ و "مطالبه حقوق" اسکاتلند (۱۶۸۹)، جایگاه پارلمان را به‌عنوان عالی‌ترین نهاد قانون‌گذاری تثبیت کردند و اعلام داشتند که «انتخاب اعضای پارلمان باید آزادانه انجام شود». با این حال، تنها مردان صاحب‌ملک حق رأی داشتند که در سال ۱۷۸۰ تنها حدود ۳٪ از جمعیت را شامل می‌شد. نخستین فرد شناخته‌شده بریتانیایی با اصل و نسب آفریقایی که در یک انتخابات عمومی رأی داد، ایگنیشس سانچو بود که در سال‌های ۱۷۷۴ و ۱۷۸۰ در انتخابات شرکت کرد.
در دوران «عصر آزادی» در سوئد (۱۷۱۸ تا ۱۷۷۲)، حقوق مدنی گسترش یافت و قدرت از پادشاه به پارلمان منتقل شد. دهقانان مالیات‌دهنده در پارلمان نماینده داشتند، هرچند تأثیر آن‌ها اندک بود، اما افراد عادی که مالکیت مشمول مالیات نداشتند، از حق رأی برخوردار نبودند.
ایجاد جمهوری کوتاه‌عمر کورس (Corsican Republic) در سال ۱۷۵۵ یکی از نخستین تلاش‌ها برای تدوین یک قانون اساسی دموکراتیک بود؛ بر اساس این قانون، همه مردان و زنان بالای ۲۵ سال حق رأی داشتند. قانون اساسی کورس نخستین سندی بود که بر اصول عصر روشنگری استوار بود و حق رأی زنان را در بر می‌گرفت؛ چیزی که در بسیاری از دموکراسی‌های دیگر تا قرن بیستم محقق نشد.

سیزده مستعمره بریتانیایی در سواحل شرقی آمریکای شمالی در سال ۱۷۷۶ اعلامیه استقلال صادر کردند.

در آمریکا‌ی مستعمره، شرایط مالکیت برای رأی‌دادن مشابه بریتانیا بود. اما در دوره‌ی پیش از سال ۱۷۷۶، فراوانی و در دسترس بودن زمین موجب شده بود که شمار زیادی از مهاجران واجد این شرایط باشند، به‌طوری که دست‌کم ۶۰ درصد مردان سفیدپوست بالغ توانایی رأی‌دادن داشتند. اکثریت قریب به اتفاق مردان سفیدپوست کشاورز بودند و شرایط مالکیت زمین یا پرداخت مالیات را برآورده می‌کردند. به‌جز موارد استثنایی مانند سیاه‌پوستان و زنان که از حق رأی محروم بودند. ورمونت، که در سال ۱۷۷۷ با اعلام استقلال از بریتانیا، قانون اساسی‌ای را با الگوگیری از مدل پنسیلوانیا تصویب کرد، به همه مردان، با یا بدون مالکیت، حق شهروندی و رأی‌دادن داد. قانون اساسی ایالات متحده که در سال ۱۷۸۷ تصویب شد، قدیمی‌ترین قانون اساسی مدون و فعال در جهان است. این قانون ساختاری برای حکومتی انتخابی فراهم کرد و از حقوق مدنی و آزادی‌های فردی محافظت نمود، اما برده‌داری را لغو نکرد و حق رأی در آمریکا را نیز گسترش نداد؛ بلکه موضوع حق رأی را به تصمیم ایالت‌ها واگذار کرد.  به‌طور کلی، ایالت‌ها حق رأی را به مردان سفیدپوستِ صاحب‌ملک یا مالیات‌دهنده محدود می‌کردند. در زمان نخستین انتخابات ریاست‌جمهوری در سال ۱۷۸۹، تنها حدود ۶ درصد از جمعیت واجد شرایط رأی‌دادن بودند. قانون تابعیت سال ۱۷۹۰، شهروندی ایالات متحده را تنها به سفیدپوستان محدود کرد. «منشور حقوق» که در سال ۱۷۹۱ تصویب شد، با هدف محدود کردن قدرت دولت و حمایت از آزادی‌های فردی نگاشته شد، اما در ۱۳۰ سال نخست پس از تصویب، تأثیر اندکی بر احکام صادرشده توسط دادگاه‌ها داشت.

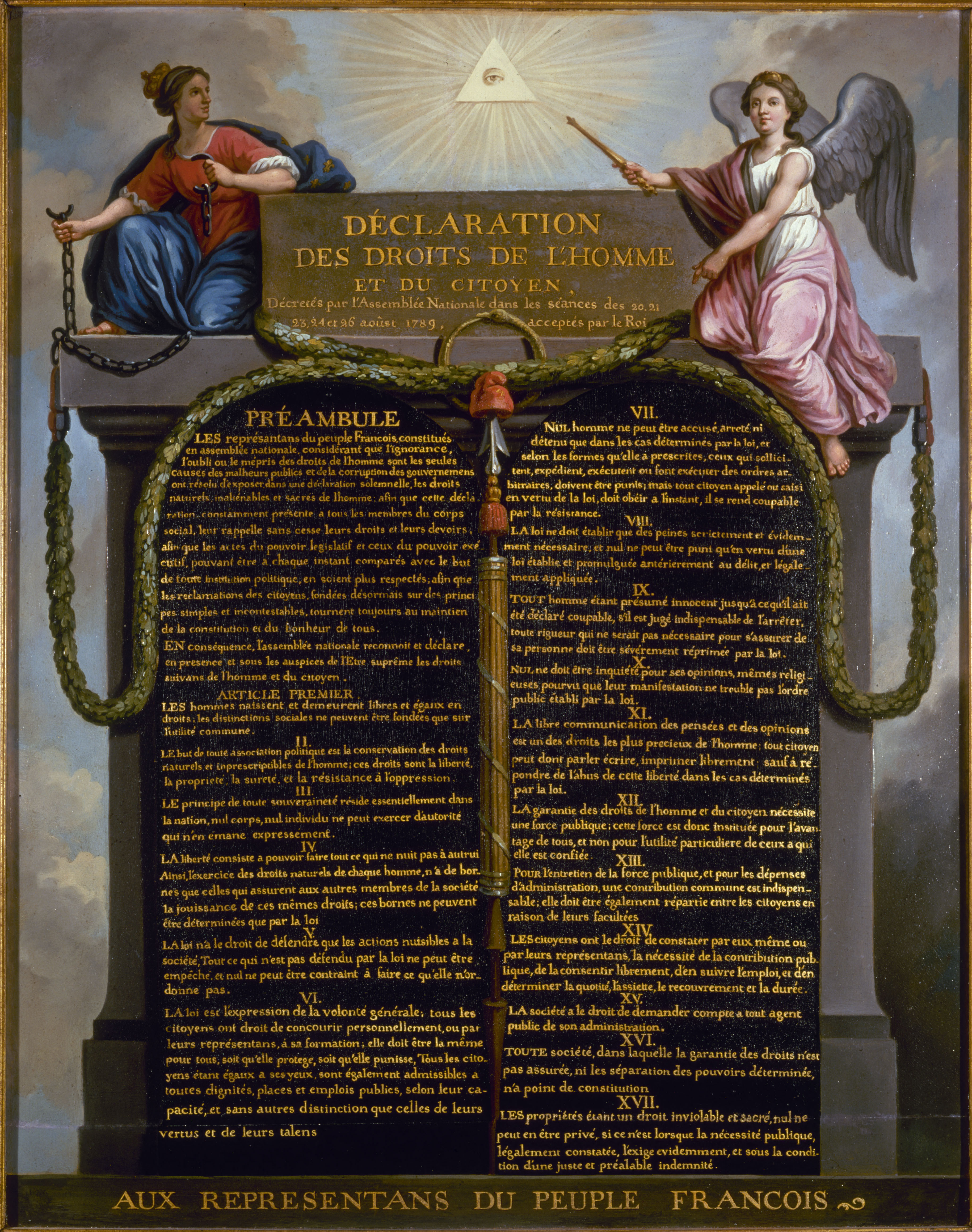
الهام‌گرفته از فیلسوفان عصر روشنگری، «اعلامیه حقوق انسان و شهروند» تأثیر چشمگیری بر شکل‌گیری درک عمومی از آزادی فردی و دموکراسی در اروپا و سراسر جهان گذاشت.

در سال ۱۷۸۹، فرانسه انقلابی «اعلامیه حقوق انسان و شهروند» را تصویب کرد و در سال ۱۷۹۲، با وجود عمر کوتاه، «مجمع ملی» از طریق رأی‌گیری همگانی مردان انتخاب شد. قانون اساسی لهستان-لیتوانی در سوم ماه مه ۱۷۹۱ تلاشی برای ایجاد یک سلطنت مشروطه کارآمدتر بود. این قانون برابری سیاسی میان شهرنشینان و اشراف را برقرار کرد و دهقانان را تحت حمایت دولت قرار داد تا از بدترین شکل‌های ظلم در نظام رعیتی بکاهد. این قانون اساسی کمتر از ۱۹ ماه دوام آورد و در سال ۱۷۹۳ توسط مجلس «سیم گوردنو» (Grodno Sejm) باطل اعلام شد. با این حال، قانون اساسی ۱۷۹۱ الهام‌بخش امیدواری‌هایی برای استقلال مجدد لهستان شد که بیش از یک قرن بعد تحقق یافت.
در ایالات متحده، انتخابات ریاست‌جمهوری سال ۱۸۲۸ نخستین انتخاباتی بود که در آن اکثر ایالت‌ها به مردان سفیدپوست بدون شرط مالکیت حق رأی دادند. در دهه ۱۸۳۰، مشارکت انتخاباتی به‌شدت افزایش یافت و در انتخابات ریاست‌جمهوری ۱۸۴۰، حدود ۸۰٪ از مردان سفیدپوست بالغ رأی دادند. کارولینای شمالی آخرین ایالتی بود که در سال ۱۸۵۶ شرط مالکیت برای رأی‌دادن را لغو کرد و به این ترتیب، چیزی نزدیک به حق رأی عمومی برای مردان سفیدپوست ایجاد شد؛ هرچند شرط پرداخت مالیات تا سال ۱۸۶۰ در پنج ایالت پابرجا بود و در دو ایالت تا قرن بیستم ادامه یافت.  بر اساس سرشماری سال ۱۸۶۰، جمعیت بردگان به چهار میلیون نفر رسیده بود. در دوران بازسازی پس از جنگ داخلی، سه اصلاحیه به قانون اساسی ایالات متحده افزوده شد: اصلاحیه سیزدهم (۱۸۶۵) که به برده‌داری پایان داد؛ اصلاحیه چهاردهم (۱۸۶۹) که به سیاه‌پوستان تابعیت اعطا کرد؛ و اصلاحیه پانزدهم (۱۸۷۰) که به مردان سیاه‌پوست، دست‌کم به‌صورت اسمی، حق رأی داد. با این حال، حق رأی کامل برای همه شهروندان تا پس از جنبش حقوق مدنی و تصویب «قانون حق رأی» در سال ۱۹۶۵ توسط کنگره آمریکا تضمین نشد.

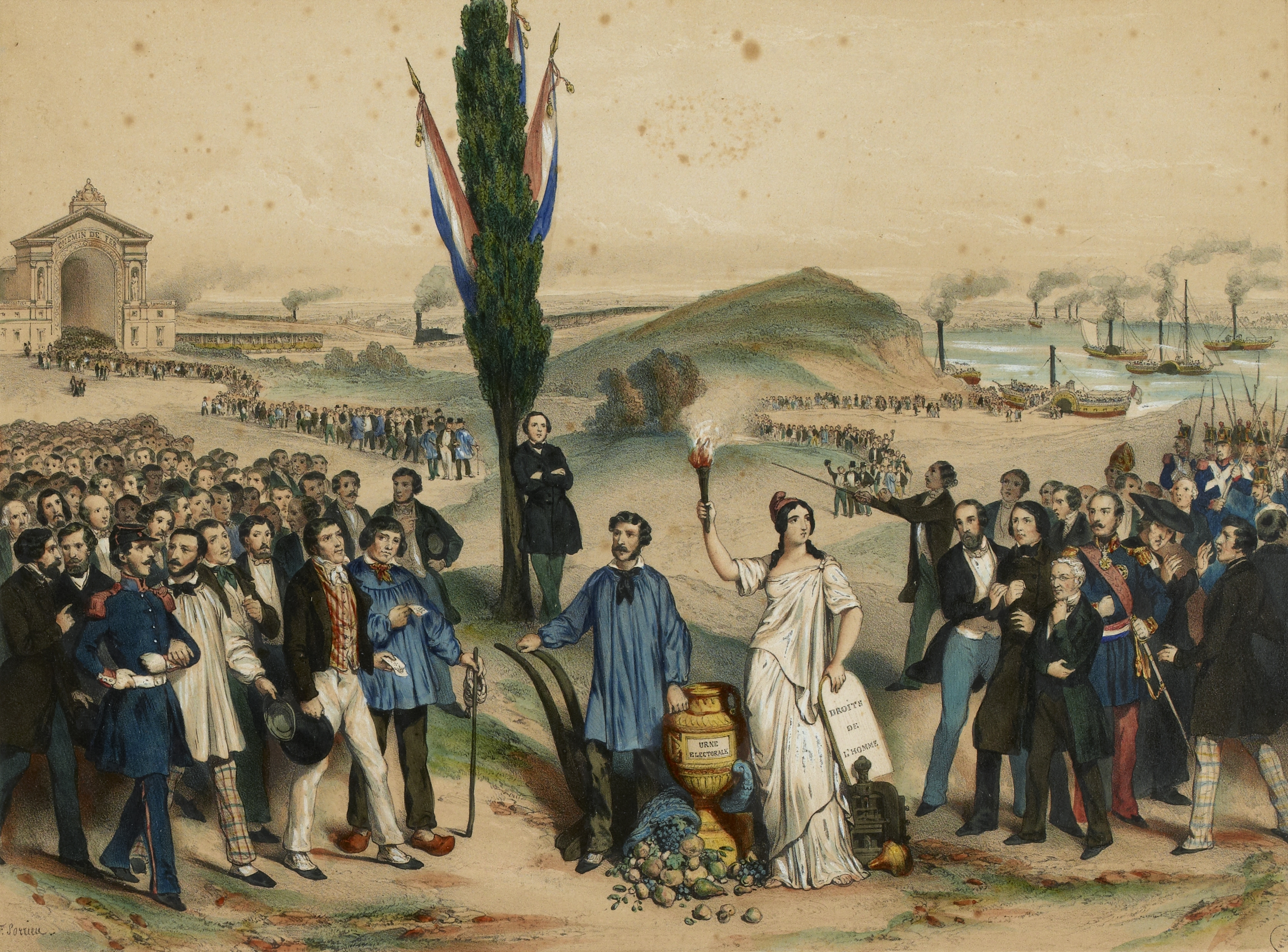
سنگ‌نگاره‌ای از دهه ۱۸۵۰ که برقراری حق رأی همگانی برای مردان در فرانسه در سال ۱۸۴۸ را گرامی می‌دارد.

حق رأی در پادشاهی متحد بریتانیا طی مجموعه‌ای از اصلاحات گسترش یافت و به‌تدریج به شکلی یکنواخت‌تر درآمد؛ این روند با «قانون اصلاحات ۱۸۳۲» آغاز شد و تا قرن بیستم ادامه یافت، به‌ویژه با تصویب «قانون نمایندگی مردم» در سال ۱۹۱۸ و «قانون برابری حق رأی» در سال ۱۹۲۸. در فرانسه، حق رأی همگانی برای مردان در مارس ۱۸۴۸ و در پی انقلاب فرانسه همان سال برقرار شد. در طول سال ۱۸۴۸، چندین انقلاب در اروپا رخ داد که به انقلاب های ۱۸۴۸ معروف هستند؛ انقلابی که طی آن، مردم از حاکمان خود خواهان تدوین قانون اساسی‌های لیبرال‌تر و حکومت‌های دموکراتیک‌تر شدند.
در سال ۱۸۷۶، امپراتوری عثمانی از یک سلطنت مطلقه به سلطنت مشروطه گذر کرد و در سال بعد، دو انتخابات برای گزینش اعضای پارلمان تازه‌تأسیس خود برگزار کرد. «مقررات موقت انتخاباتی» صادر شد که بر اساس آن، اعضای منتخب شوراهای اداری ایالتی، نمایندگان نخستین پارلمان عثمانی را انتخاب می‌کردند. در همان سال، قانون اساسی جدیدی به تصویب رسید که تشکیل یک پارلمان دو مجلسی را پیش‌بینی می‌کرد: مجلسی از سناتورها که توسط سلطان منصوب می‌شدند و مجلسی از نمایندگان که از طریق انتخابات عمومی برگزیده می‌شدند. تنها مردان بالای ۳۰ سال که به زبان ترکی مسلط بودند و از حقوق کامل مدنی برخوردار بودند، اجازه نامزدی در انتخابات را داشتند. دلایل محرومیت از نامزدی شامل داشتن تابعیت دوگانه، اشتغال در دولت خارجی، ورشکستگی، کار به‌عنوان خدمتکار، یا داشتن «شهرت به اعمال ناپسند» بود. حق رأی عمومی کامل تا سال ۱۹۳۴ تحقق نیافت.
در سال ۱۸۹۳، مستعمره خودگردان نیوزیلند نخستین کشور در جهان شد (به‌جز جمهوری کوتاه‌عمر قرن هجدهمی کورس)، که حق رأی همگانی و فعال را با به‌رسمیت شناختن حق رأی زنان برقرار کرد.

## مفهوم دموکراسی
از دیدگاه نظریه پردازان سیاسی مفاهیم متنوعی برای دموکراسی وجود دارد.
- از دیدگاه تقلیل‌گرایی یا مینیمالیسم،[۱۳۲] دموکراسی سیستم حکومتی است که در آن شهروندان به گروهی از رهبران سیاسی حق حکومت را از طریق انتخابات دوره‌ای اعطا می‌کنند. این نظریه حکومت چند تنی و پلیارشی (Polyarchy) نیز نامیده می‌شود.
- مفهوم جمعی (Aggregative) دموکراسی[۱۳۳] اذعان دارد که حکومت باید به تدوین قوانین و سیاست‌هایی بپردازد که بسیار نزدیک به نظرات میانه مردم، یعنی نیمه‌ای در سمت راست و نیمه‌ای در سمت چپ باشد.
- مردم‌سالاری شورایی (Deliberative) بر مبنای این اصل استوار است که دموکراسی حکومت با بحث می‌باشد. دموکرات‌های شورایی ادعا می‌کنند که قوانین و سیاست‌ها می‌باید بر مبنای استدلال‌هایی باشد که تمام شهروندان بتوانند آن را بپذیرند. پهنه سیاست باید جایی باشد که رهبران و شهروندان در آن به مباحثه پرداخته، به یکدیگر گوش فراداده و نظرات خود را تغییر می‌دهند.
- مفاهیم فوق به دموکراسی از طریق نمایندگان آن‌ها اشاره دارد: دموکراسی مستقیم (Direct) می‌گوید که شهروندان باید مستقیماً و نه از طریق نمایندگان خود در ایجاد قوانین و سیاست‌ها مشارکت داشته باشند. فعالیت سیاسی به خودی خود ارزشمند بوده، موجب اجتماعی شدن و فرهیختگی شهروندان شده و مشارکت مردمی می‌تواند نخبگان توانمند را ارزیابی کند؛ و از همه مهم‌تر اینکه شهروندان در حقیقت بر خود حکومت نمی‌کنند. مگر آنکه خودشان مستقیماً قوانین و سیاست‌ها را تصمیم‌گیری کرده باشند.
- مفهوم دیگر دموکراسی، تساوی سیاسی بین تمام شهروندان است. این مفهوم به جوامعی اشاره دارد که در آن‌ها عرف، روش و الگوهایی وجود دارد که به‌عنوان راهنماهایی به سوی تساوی قدرت سیاسی تلقی می‌شوند. اولین و مهم‌ترین این عرف‌های اجتماعی عبارت از رخداد منظم، آزاد و آشکار انتخابات بوده و به منظور انتخاب نمایندگانی است که پس از انتخاب شدن مدیریت کل یا عمده سیاست‌های عمومی جامعه را عهده‌دار می‌شوند. در این دیدگاه، اشکال دموکراسی این است که اکثریت رای‌دهندگان برای سیاست تصمیم می‌گیرند نه اکثریت مردم و بنابراین راه بحث دربارهٔ اجباری شدن مشارکت سیاسی مثل رأی دادن اجباری را باز می‌نماید؛ و نیز اشخاص با پشتوانه مالی بیشتر امکان اثرگذاری بیشتری در جامعه در مبارزات انتخاباتی داشته و بنابراین ممکن است قوانینی برای شفاف سازی منابع مالی در اختیار نامزدهای انتخاباتی مورد نیاز باشد.[۱۳۴]

## گونه‌های دموکراسی
- دموکراسی جفرسونی
- دموکراسی نمایندگی دموکراسی نمایندگی به این معناست که تصمیمات مربوط به جامعه، نه به‌دست اعضای آن، بلکه توسط افراد ویژه‌ای که مردم برگزیده‌اند؛ گرفته می‌شود. شکل‌های گوناگون دموکراسی نمایندگی در بسیاری از سازمان‌ها هم وجود دارد.
- دموکراسی نمایندگی چندحزبی: نظام‌های دموکراسی نمایندگی چندحزبی در هر یک یا همه این سطوح، هنگامی که رأی‌دهندگان بتوانند از میان چند حزب در فرایند سیاسی یکی را گزینش کنند، یافت می‌شود. ملت‌هایی که شیوه دموکراسی چندحزبی را برگزیده‌اند و در آن توده جمعیت بزرگ‌سال از حق رأی در سطوح گوناگون برخوردار است، معمولاً لیبرال دموکراسی نامیده می‌شوند. ایالات متحده آمریکا، کشورهای اروپای غربی، ژاپن، استرالیا، نیوزیلند و هند در دسته دموکراسی‌های لیبرال قرار می‌گیرند.
- دموکراسی نمایندگی تک‌حزبی: بعضی از کشورها مانند چین، با این که در آن‌ها تنها یک حزب وجود دارد؛ خود را دموکراسی می‌دانند.[نیازمند منبع] در این کشورها، در حالی که رأی‌دهندگان امکان انتخاب از میان احزاب گوناگون را ندارند، انتخابات وجود دارد که از راه آن‌ها نمایندگان در سطوح گوناگون محلی و ملی تعیین می‌شوند. این کشورها در دسته «دموکراسی نمایندگی یک حزبی» قرار دارند. اصلی که معمولاً در دموکراسی نمایندگی یک حزبی وجود دارد این است که حزب واحد اراده فراگیر اجتماع را بیان می‌کند. به نظر مارکسیست‌ها، احزاب در دموکراسی‌های لیبرال نماینده منافع طبقات اجتماعی گوناگون هستند. در جوامع کمونیستی، تنها یک حزب ضروری شمرده می‌شود؛ بنابراین رأی‌دهندگان، نه از میان احزاب، بلکه از میان نامزدهای انتخاباتی که سیاست‌های گوناگونی دارند؛ نمایندگان خودشان را انتخاب می‌کنند.
- دموکراسی مشارکتی: در دموکراسی مشارکتی یا دموکراسی مستقیم، تصمیمات به‌طور جمعی به‌دست افراد گرفته می‌شد. این نخستین گونه دموکراسی بود که در یونان باستان یافت می‌شد. اقلیت کوچکی از جامعه که شهروند نامیده می‌شدند، برای بررسی سیاست‌ها و گرفتن تصمیمات مهم به‌طور منظم گرد هم می‌آمدند. دموکراسی مشارکتی در جوامع امروزی، که توده مردم از حقوق سیاسی بهره‌مندند و برای همه امکان مشارکت فعالانه نیست؛ بسیار محدود است. برخی جنبه‌های دموکراسی مشارکتی هنوز هم کاربرد دارند و سازمان‌های زیادی در این‌گونه جوامع از این شیوه استفاده می‌کنند. برگزاری همه‌پرسی در سطح ملی برای مسائل مورد اختلاف؛ نمونه‌ای از دموکراسی مشارکتی است.
- شبه‌دموکراسی: شبه دموکراسی حکومتی است که هرچند در آن مردم حکومت ندارند؛ اما برخی نهادهای دموکراتیک وجود دارند. اگرچه سیاست این‌گونه حکومت‌ها به ظاهر دموکراتیکی است ولی در عمل نهادهای دموکراتیک، خواست مردم را اجرا نمی‌کنند.

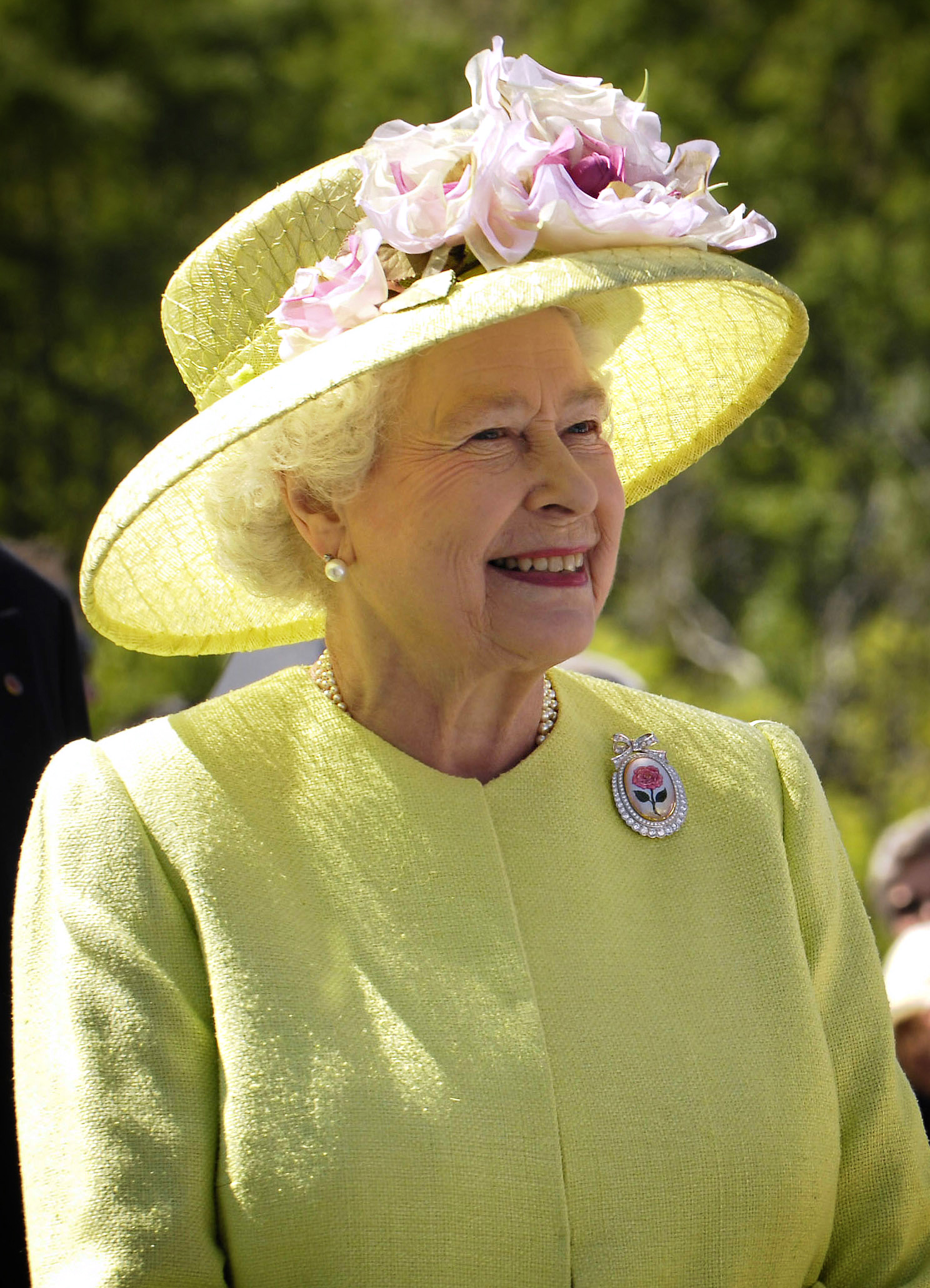
الیزابت دوم، نمونه‌ای از پادشاهی مشروطه

## دسته‌بندی نظام‌های دموکراتیک
در علوم سیاسی، نظام‌های دموکراتیک معمولاً به چهار گروه دسته‌بندی می‌شوند:
1. نظام ریاستی
2. نظام پارلمانی
3. نظام نیمه ریاستی
4. نظام نیمه پارلمانی

تفاوت اصلی بین نظام‌های پارلمانی و ریاستی، در چگونگی توزیع قدرت بین دو نهاد پارلمان و ریاست جمهوری است. تفاوت این چهار نوع نظام سیاسی به شرح جدول زیر است:
| نوع نظام      | رئیس حکومت                                      | رئیس دولت         | نمونه              |
| ریاستی        | رئیس‌جمهور انتخابی                               | رئیس‌جمهور انتخابی | آمریکا - کره جنوبی |
| نیمه ریاستی   | رئیس‌جمهور انتخابی                               | نخست‌وزیر          | فرانسه - اوکراین   |
| پارلمانی      | پادشاهی مشروطه یا رئیس‌جمهور انتصابی             | نخست‌وزیر          | بریتانیا - آلمان   |
| نیمه پارلمانی | رئیس‌جمهور انتخابی (مقام تشریفاتی با قدرت محدود) | نخست‌وزیر          | اتریش - فنلاند     |

دسته‌بندی چهارگانه فوق اگر چه برای تشخیص تفاوت‌های اصلی نظام‌های سیاسی مفید است اما نمی‌تواند تفاوت میان کشورها در هر گروه را نشان دهد؛ مثلاً با دسته‌بندی فوق نمی‌توان تفاوت میزان قدرت رئیس‌جمهور در آمریکا و کره جنوبی را تشخیص داد. یا از سوی دیگر نمی‌توان فهمید که قدرت مجلس در هر یک از کشورهای پارلمانی تا چه میزان متفاوت است.
برای تشخیص توزیع اختیارات و توازن میان قدرت رئیس‌جمهور و قدرت مجلس، با استفاده از قانون اساسی کشورها، مانند جدول زیر، لیستی از اختیارات شامل قدرت رئیس‌جمهور و قدرت پارلمان، تهیه شده‌است:
| قدرت مجلس                                             | قدرت مشترک                                                    | قدرت رئیس‌جمهور                                   |
| عدم وجود رئیس‌جمهور انتخابی                            |                                                               | وجود رئیس‌جمهور انتخابی                           |
| امکان عزل رئیس‌جمهور توسط مجلس                         | امکان عزل رئیس‌جمهور بعد از برگزاری رفراندوم عمومی             | عدم امکان عزل رئیس‌جمهور                          |
| تعیین نخست‌وزیر توسط مجلس                              | تعیین نخست‌وزیر توسط رئیس‌جمهور و تأیید مجلس                    | نبود پست نخست‌وزیری یا تعیین آن توسط رئیس‌جمهور    |
| تعیین وزیران توسط مجلس                                | تعیین وزیران توسط رئیس‌جمهور با تأیید مجلس                     | تعیین وزیران توسط رئیس‌جمهور                      |
| امکان استیضاح وزیران توسط مجلس                        |                                                               | مصونیت کابینه در برابر استیضاح                   |
| مصونیت مجلس در برابر انحلال                           |                                                               | امکان انحلال مجلس توسط رئیس‌جمهور                 |
| عدم وجود حق وتو در برابر مصوبات مجلس                  | وجود حق وتو رئیس‌جمهور و امکان خنثی کردن آن با رأی اکثریت مجلس | حق وتو مصوبات مجلس توسط رئیس‌جمهور                |
| عدم اجازه فرمان اضطراری بدون تأیید مجلس               | امکان فرمان اضطراری رئیس‌جمهور به‌طور موقت                      | حق فرمان و قانون‌گذاری اضطراری توسط رئیس‌جمهور     |
| حق قانون‌گذاری در تمامی حوزه‌ها توسط مجلس               | حق قانون‌گذاری در حوزه‌های خاص توسط رئیس‌جمهور با تأیید مجلس     | حق قانون‌گذاری در حوزه‌های خاص توسط رئیس‌جمهور      |
| حق پیشنهاد اصلاح قانون اساسی توسط مجلس                | توافق هر دو نهاد برای پیشنهاد اصلاح قانون اساسی               | حق پیشنهاد اصلاح قانون اساسی توسط رئیس‌جمهور      |
| مصونیت قوانین مجلس از بازبینی قضایی                   | وجود بازبینی قضایی بر قوانین مجلس و دستورها رئیس‌جمهور         | مصونیت فرمان‌های رئیس‌جمهور از بازبینی قضایی       |
| حق اعلان جنگ توسط مجلس                                | حق اعلان جنگ با توافق هر دو نهاد                              | حق اعلان جنگ توسط رئیس‌جمهور                      |
| تصویب پیمان‌های بین‌المللی توسط مجلس مجلس               | تصویب پیمان‌های بین‌المللی با دستور رئیس‌جمهور و تأیید مجلس      | تصویب پیمان‌های بین‌المللی بدون نیاز به تأیید مجلس |
| تعیین قضات توسط مجلس                                  | تعیین قضات توسط رئیس‌جمهور با تأیید مجلس                       | تعیین قضات توسط رئیس‌جمهور                        |
| تعیین یا نظارت بر مقامات عالی نظامی/انتظامی توسط مجلس | تعیین مقامات عالی نظامی/انتظامی توسط رئیس‌جمهور با تأیید مجلس  | تعیین مقامات عالی نظامی /انتظامی توسط رئیس‌جمهور  |
| تعیین رئیس بانک مرکزی توسط مجلس                       | تعیین رئیس بانک مرکزی توسط رئیس‌جمهور با تأیید مجلس            | تعیین رئیس بانک مرکزی توسط رئیس‌جمهور             |

با اندازه‌گیری تعداد اختیارات تعیین شده در قانون اساسی برای هر یک از این نهادها، می‌توان میزان قدرت رئیس‌جمهور و قدرت پارلمان را در هر کشور تخمین زد و با دیگر کشورها مقایسه کرد.
بر این اساس، رئیس‌جمهور فرانسه قدرت بیشتری از رئیس‌جمهور ایالات متحده آمریکا دارد؛ زیرا مجلس فرانسه نمی‌تواند او را عزل کند درحالی‌که او قدرت انحلال مجلس را دارد. همچنین رئیس‌جمهور فرانسه برای تعیین مقامات عالی قضایی و رئیس بانک مرکزی نیازی به تائیدیه مجلس ندارد.

## دیدگاه صاحب‌نظران در مورد دموکراسی

### ماکیاولی
نیکولو ماکیاولی، فیلسوف سیاسی ایتالیایی، در کتاب گفتارهایی در باب ده کتاب نخست تیتوس لیویوس دموکراسی را یکی از سه شکل خوب حکومت می‌داند:
«بعضی از کسانی که درباره‌ی سیاست مطالبی نوشته‌اند به وجود سه نوع حکومت قائلند: حکومت یک تن (مونارشی)، حکومت اشراف (آریستوکراسی) و حکومت مردم (دموکراسی)، و معتقدند کسی که می‌خواهد شهری را بنیاد نهد باید یکی از آن اشکال را، که مناسب‌تر از همه می‌داند، انتخاب کند. عده‌ای دیگر از نویسندگان، که خردمندتر از گروه نخستند، برآنند که شش نوع حکومت وجود دارد که سه تا از آن‌ها بسیار بدند و سه تای دیگر ذاتاً نیکند اما چنان در معرض انحطاطند که ممکن است مطلقاً مایه‌ی بدبختی شوند. انواع خوب حکومت همان سه نوعی است که برشمردم، و انواع بد حکومت‌هایی هستند که در نتیجه‌ی انحطاط انواع خوب پدید می‌آیند و هر یک از آن‌ها به نوع اصلی خود به‌قدری شبیه است که انتقال از یکی به دیگری به‌آسانی صورت می‌پذیرد: مونارشی به‌سهولت به حکومت تیرانی مبدل می‌گردد و آریستوکراسی به الیگارشی و دموکراسی به آنارشی. پس اگر بنیادگذار شهر یکی از آن سه نوع خوب را انتخاب کند، آن نوع تنها زمانی کوتاه برقرار می‌ماند و هیچ وسیله‌ای برای ممانعت از تبدیل آن به ضد خود وجود ندارد، زیرا که در این مورد نوع خوب و بد بسیار شبیه همند.»— نیکولو ماکیاولی، گفتارهایی در باب ده کتاب نخست تیتوس لیویوس، ترجمه‌ی محمد حسن لطفی، انتشارات خوارزمی. کتاب نخست، فصل دوم
او می‌گوید که با توجه بدین معایب، قانونگذاران خردمند هیچ‌یک از اشکال خوب را به‌تنهایی نپذیرفته‌اند و شکلی مختلط از هر سه نوع را برگزیده و فقط این شکل مختلط را استوار و دوام‌پذیر دانسته‌اند، زیرا که در چنین حکومتی شهریار و اشراف و توده‌ی مردم ناظر رفتار یکدیگرند و اختیارات همدیگر را محدود می‌کنند. او بهترین نمونه‌ی نظام سیاسی را نظامی می‌داند که لیکورگوس در اسپارت برقرار ساخت؛ حکومت جمهوری روم نیز به‌سبب اینکه دارای دو کنسول (نماد مونارشی)، یک مجلس سنا (نماد آریستوکراسی) و تریبون‌های مردمی (نماد دموکراسی) بود، مخلوطی از سه شکل خوب حکومت بود و، در نتیجه، نظام سیاسی کاملی داشت.

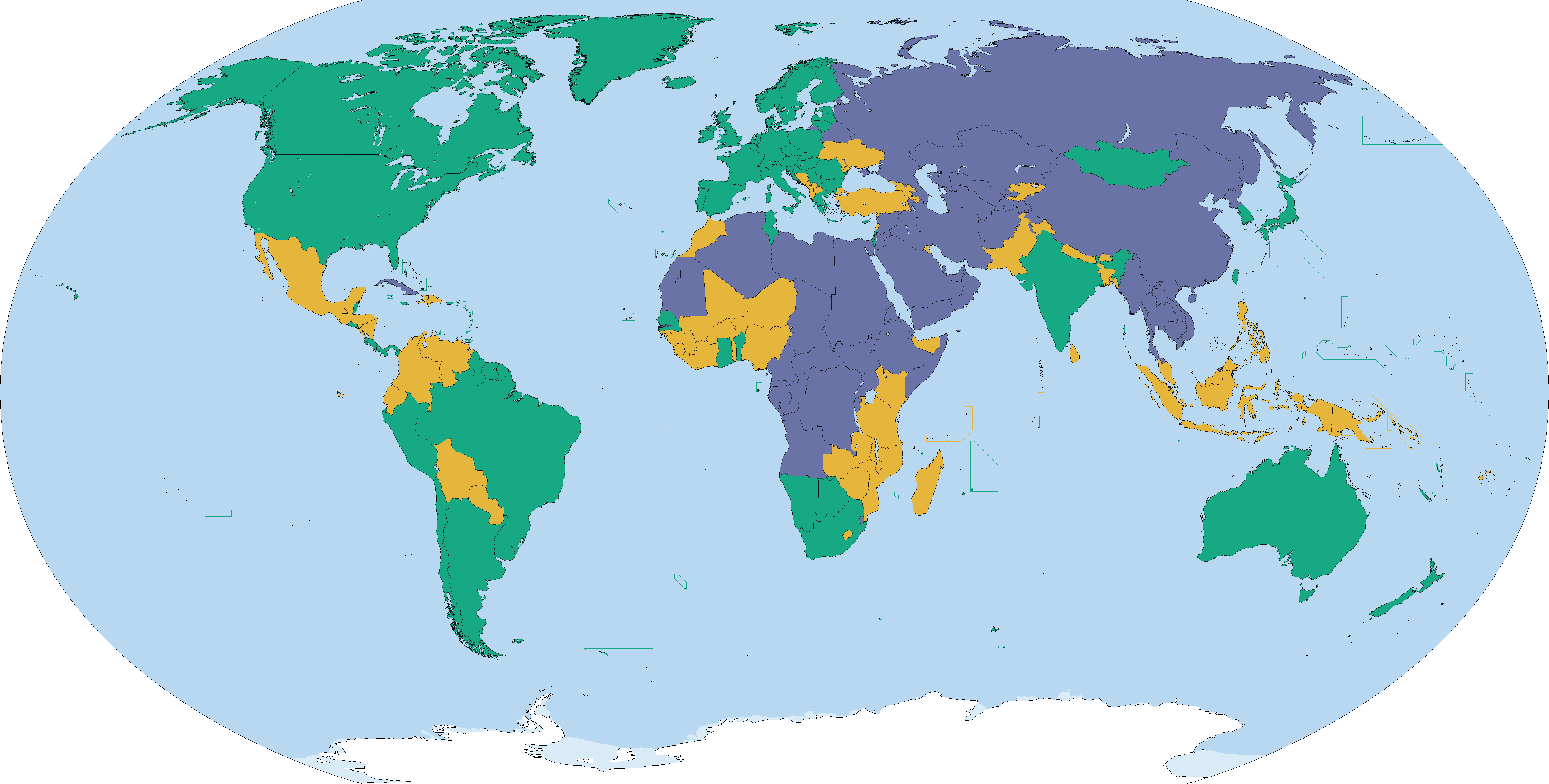
دسته‌بندی کشورها بر اساس شاخص آزادی در سال ۲۰۱۵
۸۶ کشور آزاد
۵۹ کشور تا حدودی آزاد
۵۰ کشور غیر آزاد

### افلاطون
افلاطون از منتقدان دموکراسی بوده و آن را بدترین نوع حکومت دانسته‌است و بر این اعتقاد بود که دموکراسی حکومت مردم نادان است.

### ارسطو
ارسطو با آن که فوایدی برای انواع حکومت قائل بود، مردم سالاری را حکومت تهی‌دستانی می‌دانست که مانند توانگران از فضیلت میانه‌روی و اعتدال برکنارند.
از نظر منتقدان حکومت دموکراتیک، اکثر مردم شایستگی لازم برای تصمیم‌گیری در مسائل سیاسی را ندارند و دموکراسی مانعی برای برنامه‌ریزی متمرکز و تصمیم‌گیری قاطع است و مسیر پیشرفت را دشوار می‌سازد. اما هواداران دموکراسی باور دارند که این‌گونه حکومت بهترین راه برای مبارزه با تراکم قدرت است و باعث کنترل سیاسی بهتر برای پیشرفت و توسعه می‌شود.

### مونتسکیو
مونتسکیو برآنست که در حکومت‌های سلطنتی، و خاصه استبدادی، چون پادشاه با مردم فاصله دارد و مقام رفیعی را داراست، کسی خود را همسر و رقیب شاه نمی‌داند تا بدو حسد بَرَد و غبطه بخورد، لذا مردم این کشورها رنج حسد و غبطه را ندارند؛ ولی در حکومت‌هایی که به‌دست اعیان اداره می‌شود و زمام امور در ید بزرگان قوم است، چون تفوق و رفعت مقام سلطنت در بین نیست، مردم همه خود را با زمامداران همسر می‌دانند و زمامداران هم عادتاً با مردم نزدیکند و آمیزش می‌کنند، در اینجاست که حسدها تحریک می‌شود و مقایسه شروع می‌گردد و هرکسی از اینکه حاکم نیست از حاکمان متنفر است. مونتسکیو می‌گوید که این موضوع در تمام ادوار ثابت شده و به‌خوبی مشهود است که مردم بر اعیان و اشرافی که حکومت می‌کنند حسد شدیدی می‌برند، اما در کشورهایی که نظام جمهوری دارند، چون اقتدار در دست مردم است، به‌هرکس که دلشان بخواهند حکومت را می‌سپارند و از هرکس که بخواهند می‌گیرند و در نتیجه مردم بر کسی حسد نمی‌برند.

## در ایران
شاخص دموکراسی در ایران ۲٫۳۸ از ۱۰ و شاخص تکثرگرایی صفر است. ایران از حیث دموکراسی در بین ۱۶۷ کشور، در رتبه ۱۵۱ قرار دارد.
به گفته مجید انصاری روحانی شیعه و سیاستمدار اصلاح‌طلب، سید روح‌الله خمینی با عبارت «میزان رأی مردم است» بر جنبه مردم‌سالارانه حکومت اسلامی پس از انقلاب ۱۳۵۷ ایران تأکید داشته‌است. بسیاری از دولت‌مردان کنونی در جمهوری اسلامی نیز معتقدند «رأی مردم» میزان و پایه حکومت است، و حتی برای آن پایه و اساس فقهی قائل شده‌اند.
محمود احمدی‌نژاد ششمین رئیس‌جمهور ایران، مردم‌سالاری را یک «امر اصیل» در کشور دانسته
و نظام حکومتی ایران را نمونه‌ای از «مردم‌سالاری متکی بر ارزش‌های اخلاقی و الهی» و «مردم‌سالاری دینی» را نقطه مقابل «لیبرال دموکراسی» می‌داند.
از سوی دیگر، منتقدان نظام حاکم بر ایران آن را به نادیده گرفتن مردم‌سالاری متهم می‌کنند
و مخالفان جمهوری اسلامی ایران آن را دیکتاتوری دینی و نظامی می‌خوانند که دموکراسی در آن وجود ندارد.